# Сарытомар
Сарытомар (каз. Сарытомар) — село в районе Магжана Жумабаева Северо-Казахстанской области Казахстана. Входит в состав Молодёжного сельского округа. Код КАТО — 593657200.
В 6 км к югу от села находится озеро Жалтырколь. 

## Население
В 1999 году население села составляло 416 человек (205 мужчин и 211 женщин). По данным переписи 2009 года, в селе проживало 279 человек (139 мужчин и 140 женщин).